# كاميرون بلوز
كاميرون بلوز (بالإنجليزية: Cameron Blues)‏ هو لاعب كرة قدم بريطاني في مركز الوسط، ولد في 1998. لعب مع نادي فالكيرك.